# Veselin Topalov
Veselin Topalov (sinh 15 tháng 3 năm 1975) là một đại kiện tướng cờ vua người Bulgaria và cựu vô địch cờ vua thế giới của FIDE. Anh là kỳ thủ số một của Bulgaria và là một trong số ít kỳ thủ từng có Elo vượt mốc 2800. Huấn luyện viên của Topalov hiện tại là kiện tướng Silvio Danailov.
Topalov trở thành vô địch cờ vua thế giới của FIDE sau khi giành thắng lợi trong giải vô địch cờ vua thế giới của FIDE năm 2005. Anh giành giải Oscar cờ vua năm 2005. Với chức vô địch năm 2005, Topalov giành quyền chơi trận đấu hợp nhất ngôi vua cờ (của hai tổ chức FIDE và PCA) với Vladimir Kramnik năm 2006. Trận đấu kết thúc với tỷ số 6-6, nhưng Topalov thua trong lượt cờ nhanh với tỷ số 2,5-1,5. Sau đó anh còn một lần nữa thi đấu trận tranh ngôi khi trở thành người thách đấu trước Anand năm 2010. Tuy nhiên lần này anh cũng thất bại với tỉ số 5½–6½.
Topalov giữ ngôi số 1 thế giới từ tháng 4 năm 2006 tới tháng 1 năm 2007. Tháng 10-2006 Topalov trở thành kì thủ có hệ số Elo cao thứ hai trong lịch sử (2813) (chỉ sau Kasparov với Elo 2849). Anh trở lại vị trí số 1 thế giới vào tháng 10 năm 2008 cho đến tháng 1 năm 2010 thì xuống vị trí số 2 sau Magnus Carlsen.
Topalov ở vị trí số 1 thế giới trong tổng cộng 27 tuần, là kì thủ nắm ngôi số 1 lâu thứ 4 kể từ khi bảng xếp hạng FIDE được đưa ra năm 1971, sau Garry Kasparov, Anatoly Karpov và Robert Fischer.

## Sự nghiệp lúc đầu
Topalov sinh ở Rousse, Bulgaria. Anh được cha dạy chơi cờ vua khi lên tám tuổi. Năm 1989, Topalov giành vô địch giải U14 thế giới tổ chức ở Aguadilla, Puerto Rico và năm 1990, giành huy chương bạc giải U16 thế giới ở Singapore. Anh được phong đại kiện tướng vào năm 1992.
Topalov là đội trưởng đội cờ vua quốc gia Bulgaria từ năm 1994. Tại Olympiad cờ vua năm 1994 ở Moskva, anh cùng đội Bulgaria xếp ở vị trí thứ tư.
Trong 10 năm tiếp theo, Topalov giành thắng lợi ở nhiều giải đấu lớn và thăng tiến rất nhanh trên bảng xếp hạng các kỳ thủ. Vào đầu năm 1996, Topalov được mời tham dự sự kiện "các siêu đại kiện tướng", chỉ dành cho những kỳ thủ lớn nhất. Trận thua của Topalov trước đương kim vô địch thế giới Garry Kasparov vào năm 1999 ở giải Corus được xem là một trong những ván hay nhất trong lịch sử cờ vua .
Trong giải vô địch thế giới theo thể thức loại trực tiếp do FIDE tổ chức năm 1999, Topalov để thua ở vòng 16 kỳ thủ cuối cùng. Năm 2000, anh vào tới bán kết, 2001 vào vòng 16 và bán kết năm 2004. Năm 2002, anh để thua trong trận chung kết giải giành quyền thách đấu đương kim vô địch thế giới Péter Lékó tổ chức tại Dortmund, Đức.
Giải cờ vua Linares năm 2005 đánh dấu thành công đầu tiên của Topalov ở một giải đấu siêu cấp khi anh và Kasparov cạnh tranh nhau ngôi vô địch và đánh bại Kasparov ở vòng cuối cùng (dù vậy, Topalov vẫn không vô địch giải đó). Đó cũng là giải đấu chuyên nghiệp cuối cùng của Kasparov trước khi từ giã cờ vua. Tiếp nối thành công đó, Topalov giành chức vô địch giải M-Tel Masters 2005, xếp trên các đại kiện tướng Viswanathan Anand, Vladimir Kramnik, Ruslan Ponomariov, Michael Adams và Judit Polgar. Hệ số elo trung bình của những kỳ thủ tham gia giải đấu đó là 2744, khiến nó trở thành giải đấu của các siêu đại kiện tướng, giải đấu mạnh nhất trong năm 2005.

## Vô địch thế giới
Đạt đủ elo, Topalov được mời tham dự giải vô địch cờ vua thế giới FIDE năm 2005 gồm tám kỳ thủ, đấu theo thể thức vòng tròn hai lượt ở San Luis, Argentina vào tháng 9 và 10-2005. Giành được 6,5/7 điểm tối đa sau lượt thứ nhất, Topalov gần như chắc chắn sẽ vô địch. Anh hòa tất cả các trận ở lượt thứ hai và giành chức vô địch thế giới với khoảng cách 1,5 điểm với người xếp thứ hai.
Trận đấu thống nhất danh hiệu vô địch thế giới của FIDE (do Topalov nắm giữ) và nhà đương kim vô địch thế giới Vladimir Kramnik để tìm ra một nhà vô địch duy nhất, được cộng đồng cờ vua mong đợi. Ngày 16 tháng 4 năm 2006, Chủ tịch FIDE Kirsan Ilyumzhinov tuyên bố rằng trận đấu thống nhất danh hiệu sẽ được tổ chức vào tháng 9 và tháng 10-2006. Kramnik đánh bại Topalov và trở thành nhà vô địch cờ vua chính thức đầu tiên của toàn thế giới trong suốt 13 năm.
Tháng 5-2006, Topalov bảo vệ thành công danh hiệu ở giải M-Tel Masters với 6,5 điểm, nhiều hơn nửa điểm so với Gata Kamsky.

## Tranh cãi về trận đấu Kramnik-Topalov
Ngày 28-9-2006, Danailov ra một thông cáo báo chí đặt nghi vấn về hành vi của Kramnik trong trận đấu. Đội Bulgaria đưa ra một tuyên bố công khai rằng Kramnik đã vào phòng vệ sinh cá nhân (nơi duy nhất không đặt camera kiểm soát hình ảnh và âm thanh) khoảng 50 lần mà không có lý do chính đáng (sau này con số đó của FIDE được coi là vượt quá sự thật) và đưa ra những quyết định quan trọng nhất trong trận đánh chính ở trong nhà vệ sinh.
Phía Topalov còn yêu cầu ban tổ chức phải cho phép các nhà báo xem đoạn video ghi hình trong phòng của Kramnik từ ván một đến ván bốn. Ban tổ chức chỉ công bố một phần đoạn băng đó với lời giải thích là phần còn lại bị mất vì lý do kỹ thuật. Sau đó, Danailov còn yêu cầu ngưng sử dụng nhà vệ sinh cá nhân và đe dọa sẽ ngừng trận đấu. Ban tổ chức chấp nhận đề nghị đó, ngưng việc sử dụng các phòng vệ sinh cá nhân, mà thay bằng một phòng vệ sinh chung.
Kramnik từ chối chơi ván thứ 5 và tới ngày 1-10, vấn đề phòng vệ sinh được giải quyết theo ý kiến của Kramnik. Chủ tịch FIDE Kirsan Ilyumzhinov quyết định niêm phong ván đấu ở tỷ số 3-2. Trận đấu được bắt đầu lại vào ngày 2-10-2006. Ngày 1-10, Hiệp hội các kỳ thủ chuyên nghiệp ra tuyên bố khẳng định cáo buộc của Dainalov là không có chứng cứ. Topalov cũng không nhận được sự ủng hộ của các kỳ thủ lớn như Anatoly Karpov, Viktor Korchnoi, Boris Spassky, Viswanathan Anand  Lev Alburt, Yasser Seirawan và nhiều người khác.
Ngày 3/10, Topalov phát biểu trong một cuộc họp báo: "Tôi tin rằng Kramnik không gian lận và tôi sẽ quyết định sẽ chơi tiếp để chứng minh điều đó". Tuy nhiên, ngày hôm sau cuộc "khủng hoảng cờ vua" lại khởi phát khi huấn luyện viên của Topalov lên tiếng buộc tội Kramnik nhận được sự hỗ trợ từ máy tính khi chơi.
Trong một cuộc trả lời phỏng vấn sau trận đấu, Dainalov bày tỏ muốn tổ chức trận đấu lại giữa Topalov và Kramnik: "Luật của FIDE cho phép các nhà vô địch thế giới bị mất danh hiệu được phép thách đấu người đang giữ danh hiệu. Tổng số quỹ tiền thưởng là 1,5 triệu đôla. Chúng tôi sẽ huy động được số tiền này và đề xuất tiến hành một trận đấu ở Sofia. Chúng tôi sẽ đưa ra ngày tháng chính xác: 3 tháng 3 năm 2007." Tuy nhiên, đề nghị của Dainalov không thể thực hiện được vì theo luật của FIDE, một trận đấu như vậy chỉ có thể diễn ra tối thiểu sáu tháng trước giải vô địch thế giới lần tiếp theo được tổ chức vào tháng 9-2007 ở México. Topalov đành chấp nhận thua trận và để mất danh hiệu vô địch thế giới vào tay Kramnik.

## Sự nghiệp sau trận đấu năm 2006
Sau khi để mất danh hiệu vô địch thế giới, Topalov tham dự giải Essent. Ở giải đó, Topalov kết thúc thứ ba trong bốn kỳ thủ với 2,5 điểm trong sáu trận. Topalov thua hai ván trước Judit Polgar và một ván trước Shakhriyar Mamedyarov.
Tháng 1-2007, Topalov xếp đồng hạng nhất (trước Kramnik, chỉ xếp thứ tư) ở giải Corus cùng Levon Aronian và Teimour Radjabov.
Từ 17 đến 21-4-2008, Topalov tham dự và giành chức vô địch tại giải cờ nhanh Ciudad Dos Hermanas lần thứ 14, đánh bại Đại kiện tướng Francisco Vallejo Pons (Tây Ban Nha) 2½–1½ trong trận chung kết.
Tháng 12 năm 2008, Topalov giành chức vô địch giải cờ Pearl Spring lần đầu tiên. Tuy nhiên năm 2009 anh không tham dự giải cờ Bilbao dành cho các nhà vô địch 4 giải đấu trong hệ thống Grand Slam.
Năm 2010 Topalov giành chức vô địch giải Linares sau khi giành 6½ điểm / 10 ván . Đây là lần đầu tiên anh vô địch giải này .

## Chiến thắng ở các giải lớn
|  |

- Madrid 1994, 1996, 1997
- Dos Hermanas 1996
- Amsterdam 1996
- Vienna 1996
- Novgorod 1996
- Antwerp 1997
- Monaco 2001
- Dortmund 2001

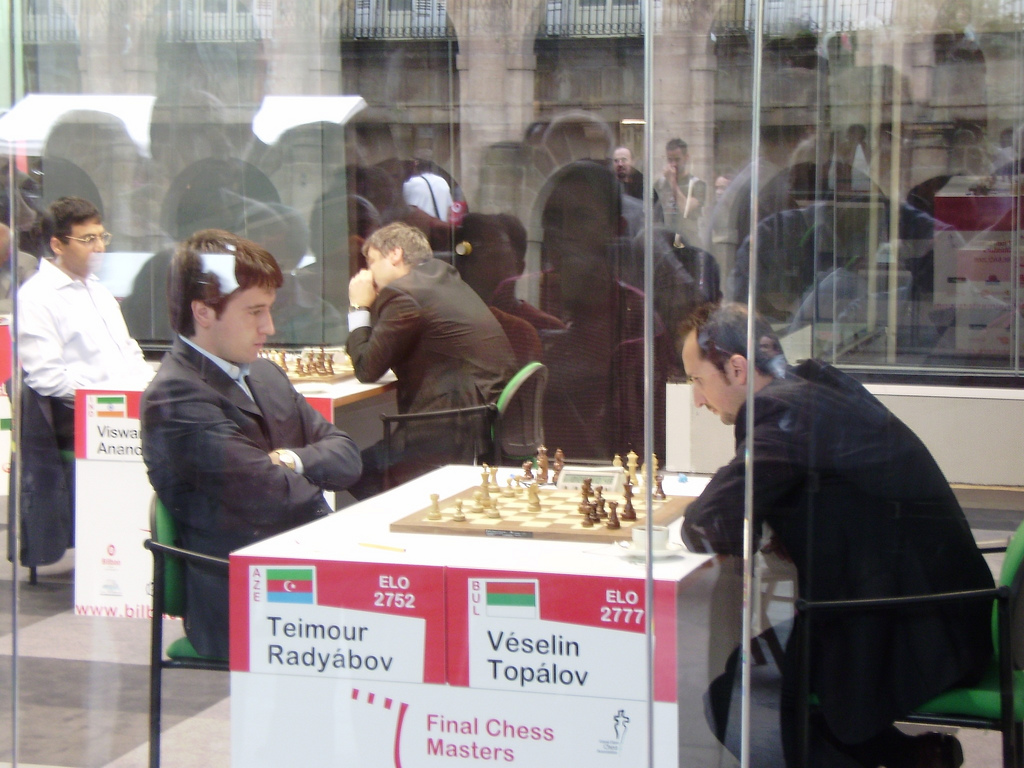
Đấu với Teimour Radjabov tại Bilbao, 2 tháng 11 năm 2008.

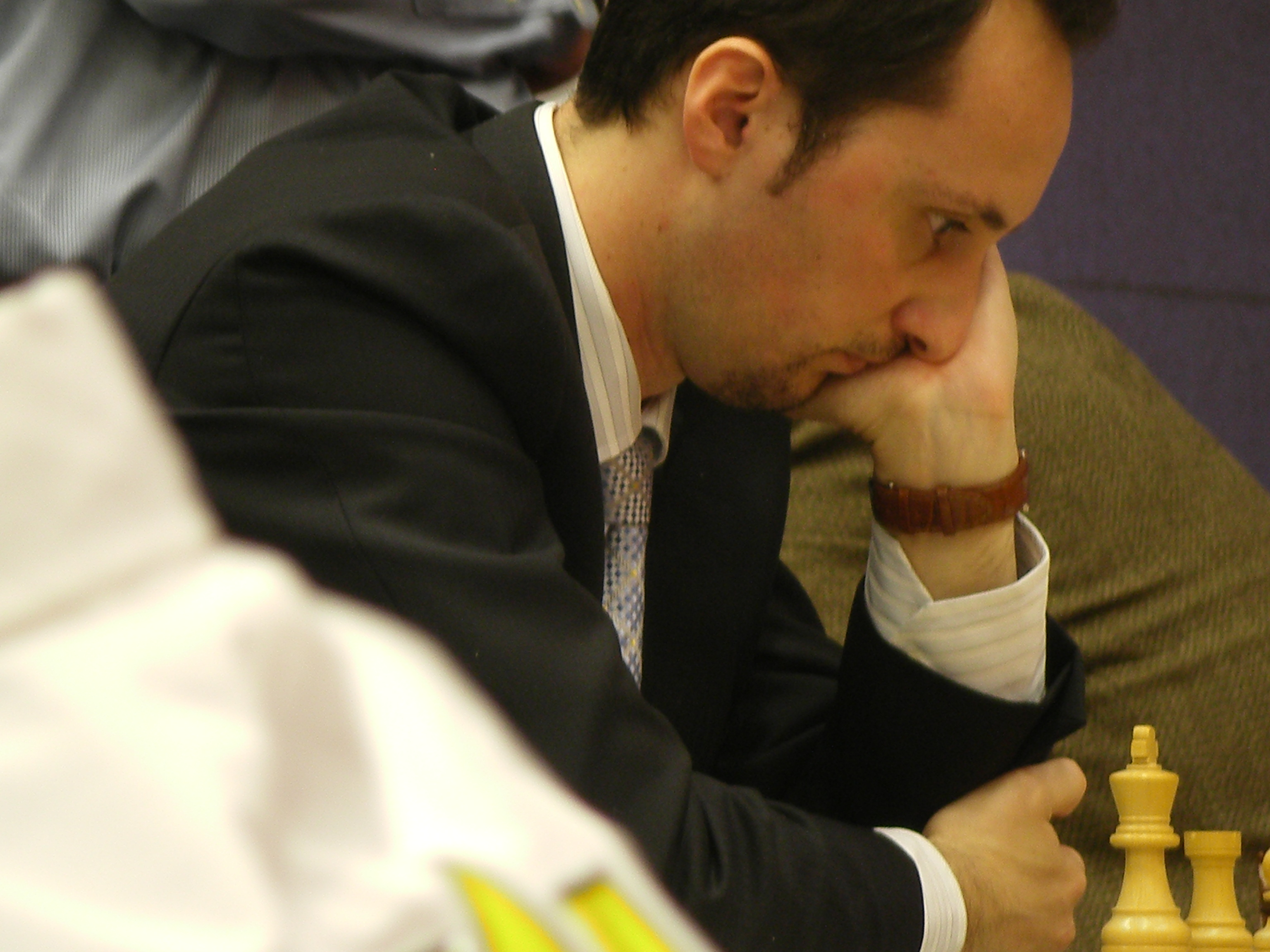
Năm 2008

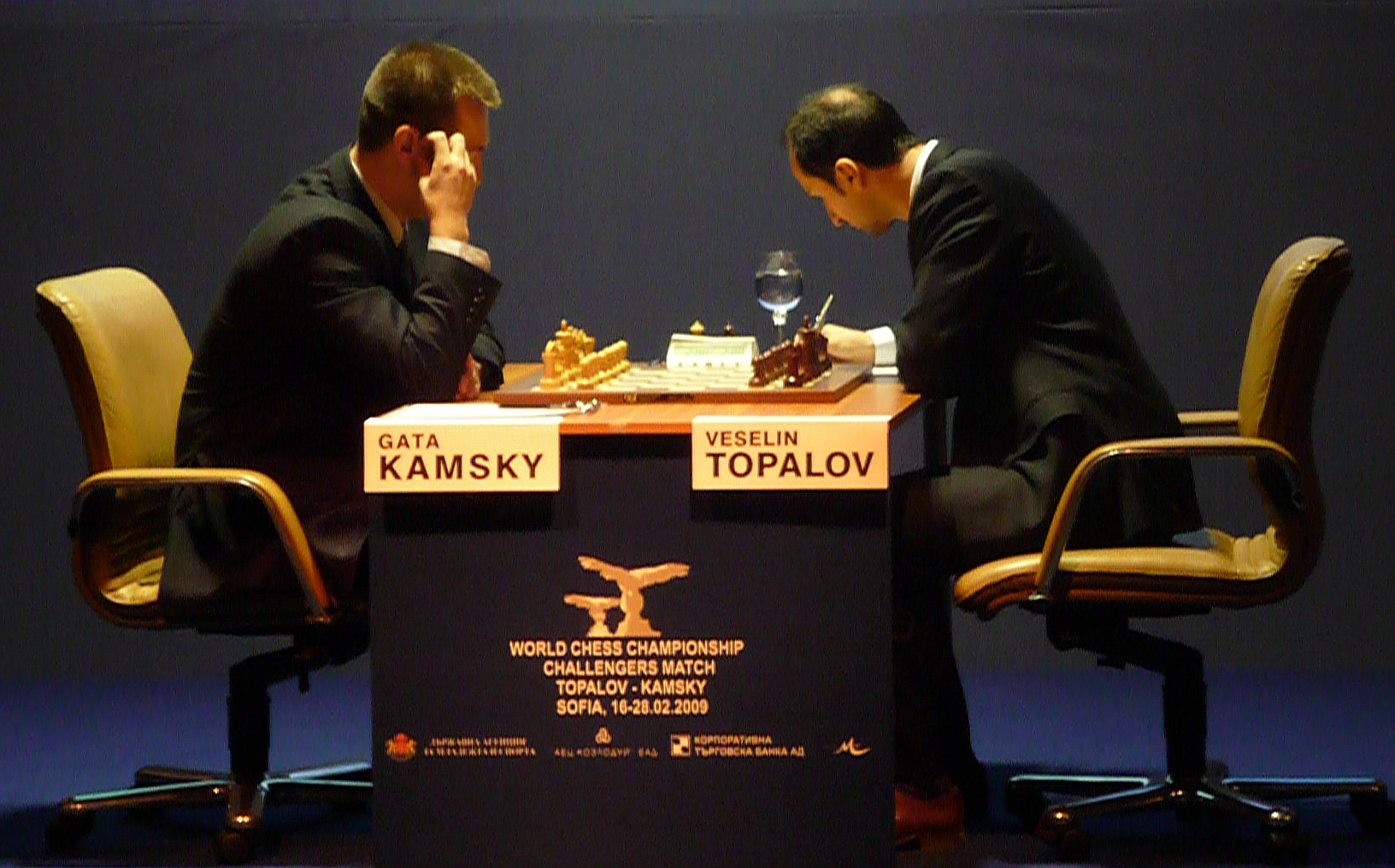
Topalov-Kamsky năm 2009

- Bán kết giải vô địch cờ vua thế giới FIDE 2004 tại Tripoli, Libya.
- Đồng hạng nhất với Kasparov ở giải Linares 2005
- M-Tel Masters (3): 2005, 2006, 2007
- Giải vô địch cờ vua thế giới FIDE 2005
- Đồng hạng nhất với Anand ở giải Corus 2006
- Đồng hạng nhất với Aronian và Radjabov ở giải Corus 2007
- Champions League 2007
- Pearl Spring: 2008
- Linares: 2010

## Một ván cờ tiêu biểu
|   | a | b | c | d | e | f | g | h |   |
| 8 | a8 black rook · b8 black knight · d8 black queen · f8 black rook · g8 black king · a7 black pawn · g7 black pawn · a6 black bishop · e6 black pawn · f6 black bishop · h6 black pawn · c5 black pawn · c4 white pawn · d4 black pawn · h4 white pawn · b3 white pawn · c3 white rook · f3 white knight · g3 white pawn · a2 white pawn · c2 white queen · d2 white bishop · f2 white pawn · b1 white bishop · e1 white king · h1 white rook | a8 black rook · b8 black knight · d8 black queen · f8 black rook · g8 black king · a7 black pawn · g7 black pawn · a6 black bishop · e6 black pawn · f6 black bishop · h6 black pawn · c5 black pawn · c4 white pawn · d4 black pawn · h4 white pawn · b3 white pawn · c3 white rook · f3 white knight · g3 white pawn · a2 white pawn · c2 white queen · d2 white bishop · f2 white pawn · b1 white bishop · e1 white king · h1 white rook | a8 black rook · b8 black knight · d8 black queen · f8 black rook · g8 black king · a7 black pawn · g7 black pawn · a6 black bishop · e6 black pawn · f6 black bishop · h6 black pawn · c5 black pawn · c4 white pawn · d4 black pawn · h4 white pawn · b3 white pawn · c3 white rook · f3 white knight · g3 white pawn · a2 white pawn · c2 white queen · d2 white bishop · f2 white pawn · b1 white bishop · e1 white king · h1 white rook | a8 black rook · b8 black knight · d8 black queen · f8 black rook · g8 black king · a7 black pawn · g7 black pawn · a6 black bishop · e6 black pawn · f6 black bishop · h6 black pawn · c5 black pawn · c4 white pawn · d4 black pawn · h4 white pawn · b3 white pawn · c3 white rook · f3 white knight · g3 white pawn · a2 white pawn · c2 white queen · d2 white bishop · f2 white pawn · b1 white bishop · e1 white king · h1 white rook | a8 black rook · b8 black knight · d8 black queen · f8 black rook · g8 black king · a7 black pawn · g7 black pawn · a6 black bishop · e6 black pawn · f6 black bishop · h6 black pawn · c5 black pawn · c4 white pawn · d4 black pawn · h4 white pawn · b3 white pawn · c3 white rook · f3 white knight · g3 white pawn · a2 white pawn · c2 white queen · d2 white bishop · f2 white pawn · b1 white bishop · e1 white king · h1 white rook | a8 black rook · b8 black knight · d8 black queen · f8 black rook · g8 black king · a7 black pawn · g7 black pawn · a6 black bishop · e6 black pawn · f6 black bishop · h6 black pawn · c5 black pawn · c4 white pawn · d4 black pawn · h4 white pawn · b3 white pawn · c3 white rook · f3 white knight · g3 white pawn · a2 white pawn · c2 white queen · d2 white bishop · f2 white pawn · b1 white bishop · e1 white king · h1 white rook | a8 black rook · b8 black knight · d8 black queen · f8 black rook · g8 black king · a7 black pawn · g7 black pawn · a6 black bishop · e6 black pawn · f6 black bishop · h6 black pawn · c5 black pawn · c4 white pawn · d4 black pawn · h4 white pawn · b3 white pawn · c3 white rook · f3 white knight · g3 white pawn · a2 white pawn · c2 white queen · d2 white bishop · f2 white pawn · b1 white bishop · e1 white king · h1 white rook | a8 black rook · b8 black knight · d8 black queen · f8 black rook · g8 black king · a7 black pawn · g7 black pawn · a6 black bishop · e6 black pawn · f6 black bishop · h6 black pawn · c5 black pawn · c4 white pawn · d4 black pawn · h4 white pawn · b3 white pawn · c3 white rook · f3 white knight · g3 white pawn · a2 white pawn · c2 white queen · d2 white bishop · f2 white pawn · b1 white bishop · e1 white king · h1 white rook | 8 |
| 7 | a8 black rook · b8 black knight · d8 black queen · f8 black rook · g8 black king · a7 black pawn · g7 black pawn · a6 black bishop · e6 black pawn · f6 black bishop · h6 black pawn · c5 black pawn · c4 white pawn · d4 black pawn · h4 white pawn · b3 white pawn · c3 white rook · f3 white knight · g3 white pawn · a2 white pawn · c2 white queen · d2 white bishop · f2 white pawn · b1 white bishop · e1 white king · h1 white rook | a8 black rook · b8 black knight · d8 black queen · f8 black rook · g8 black king · a7 black pawn · g7 black pawn · a6 black bishop · e6 black pawn · f6 black bishop · h6 black pawn · c5 black pawn · c4 white pawn · d4 black pawn · h4 white pawn · b3 white pawn · c3 white rook · f3 white knight · g3 white pawn · a2 white pawn · c2 white queen · d2 white bishop · f2 white pawn · b1 white bishop · e1 white king · h1 white rook | a8 black rook · b8 black knight · d8 black queen · f8 black rook · g8 black king · a7 black pawn · g7 black pawn · a6 black bishop · e6 black pawn · f6 black bishop · h6 black pawn · c5 black pawn · c4 white pawn · d4 black pawn · h4 white pawn · b3 white pawn · c3 white rook · f3 white knight · g3 white pawn · a2 white pawn · c2 white queen · d2 white bishop · f2 white pawn · b1 white bishop · e1 white king · h1 white rook | a8 black rook · b8 black knight · d8 black queen · f8 black rook · g8 black king · a7 black pawn · g7 black pawn · a6 black bishop · e6 black pawn · f6 black bishop · h6 black pawn · c5 black pawn · c4 white pawn · d4 black pawn · h4 white pawn · b3 white pawn · c3 white rook · f3 white knight · g3 white pawn · a2 white pawn · c2 white queen · d2 white bishop · f2 white pawn · b1 white bishop · e1 white king · h1 white rook | a8 black rook · b8 black knight · d8 black queen · f8 black rook · g8 black king · a7 black pawn · g7 black pawn · a6 black bishop · e6 black pawn · f6 black bishop · h6 black pawn · c5 black pawn · c4 white pawn · d4 black pawn · h4 white pawn · b3 white pawn · c3 white rook · f3 white knight · g3 white pawn · a2 white pawn · c2 white queen · d2 white bishop · f2 white pawn · b1 white bishop · e1 white king · h1 white rook | a8 black rook · b8 black knight · d8 black queen · f8 black rook · g8 black king · a7 black pawn · g7 black pawn · a6 black bishop · e6 black pawn · f6 black bishop · h6 black pawn · c5 black pawn · c4 white pawn · d4 black pawn · h4 white pawn · b3 white pawn · c3 white rook · f3 white knight · g3 white pawn · a2 white pawn · c2 white queen · d2 white bishop · f2 white pawn · b1 white bishop · e1 white king · h1 white rook | a8 black rook · b8 black knight · d8 black queen · f8 black rook · g8 black king · a7 black pawn · g7 black pawn · a6 black bishop · e6 black pawn · f6 black bishop · h6 black pawn · c5 black pawn · c4 white pawn · d4 black pawn · h4 white pawn · b3 white pawn · c3 white rook · f3 white knight · g3 white pawn · a2 white pawn · c2 white queen · d2 white bishop · f2 white pawn · b1 white bishop · e1 white king · h1 white rook | a8 black rook · b8 black knight · d8 black queen · f8 black rook · g8 black king · a7 black pawn · g7 black pawn · a6 black bishop · e6 black pawn · f6 black bishop · h6 black pawn · c5 black pawn · c4 white pawn · d4 black pawn · h4 white pawn · b3 white pawn · c3 white rook · f3 white knight · g3 white pawn · a2 white pawn · c2 white queen · d2 white bishop · f2 white pawn · b1 white bishop · e1 white king · h1 white rook | 7 |
| 6 | a8 black rook · b8 black knight · d8 black queen · f8 black rook · g8 black king · a7 black pawn · g7 black pawn · a6 black bishop · e6 black pawn · f6 black bishop · h6 black pawn · c5 black pawn · c4 white pawn · d4 black pawn · h4 white pawn · b3 white pawn · c3 white rook · f3 white knight · g3 white pawn · a2 white pawn · c2 white queen · d2 white bishop · f2 white pawn · b1 white bishop · e1 white king · h1 white rook | a8 black rook · b8 black knight · d8 black queen · f8 black rook · g8 black king · a7 black pawn · g7 black pawn · a6 black bishop · e6 black pawn · f6 black bishop · h6 black pawn · c5 black pawn · c4 white pawn · d4 black pawn · h4 white pawn · b3 white pawn · c3 white rook · f3 white knight · g3 white pawn · a2 white pawn · c2 white queen · d2 white bishop · f2 white pawn · b1 white bishop · e1 white king · h1 white rook | a8 black rook · b8 black knight · d8 black queen · f8 black rook · g8 black king · a7 black pawn · g7 black pawn · a6 black bishop · e6 black pawn · f6 black bishop · h6 black pawn · c5 black pawn · c4 white pawn · d4 black pawn · h4 white pawn · b3 white pawn · c3 white rook · f3 white knight · g3 white pawn · a2 white pawn · c2 white queen · d2 white bishop · f2 white pawn · b1 white bishop · e1 white king · h1 white rook | a8 black rook · b8 black knight · d8 black queen · f8 black rook · g8 black king · a7 black pawn · g7 black pawn · a6 black bishop · e6 black pawn · f6 black bishop · h6 black pawn · c5 black pawn · c4 white pawn · d4 black pawn · h4 white pawn · b3 white pawn · c3 white rook · f3 white knight · g3 white pawn · a2 white pawn · c2 white queen · d2 white bishop · f2 white pawn · b1 white bishop · e1 white king · h1 white rook | a8 black rook · b8 black knight · d8 black queen · f8 black rook · g8 black king · a7 black pawn · g7 black pawn · a6 black bishop · e6 black pawn · f6 black bishop · h6 black pawn · c5 black pawn · c4 white pawn · d4 black pawn · h4 white pawn · b3 white pawn · c3 white rook · f3 white knight · g3 white pawn · a2 white pawn · c2 white queen · d2 white bishop · f2 white pawn · b1 white bishop · e1 white king · h1 white rook | a8 black rook · b8 black knight · d8 black queen · f8 black rook · g8 black king · a7 black pawn · g7 black pawn · a6 black bishop · e6 black pawn · f6 black bishop · h6 black pawn · c5 black pawn · c4 white pawn · d4 black pawn · h4 white pawn · b3 white pawn · c3 white rook · f3 white knight · g3 white pawn · a2 white pawn · c2 white queen · d2 white bishop · f2 white pawn · b1 white bishop · e1 white king · h1 white rook | a8 black rook · b8 black knight · d8 black queen · f8 black rook · g8 black king · a7 black pawn · g7 black pawn · a6 black bishop · e6 black pawn · f6 black bishop · h6 black pawn · c5 black pawn · c4 white pawn · d4 black pawn · h4 white pawn · b3 white pawn · c3 white rook · f3 white knight · g3 white pawn · a2 white pawn · c2 white queen · d2 white bishop · f2 white pawn · b1 white bishop · e1 white king · h1 white rook | a8 black rook · b8 black knight · d8 black queen · f8 black rook · g8 black king · a7 black pawn · g7 black pawn · a6 black bishop · e6 black pawn · f6 black bishop · h6 black pawn · c5 black pawn · c4 white pawn · d4 black pawn · h4 white pawn · b3 white pawn · c3 white rook · f3 white knight · g3 white pawn · a2 white pawn · c2 white queen · d2 white bishop · f2 white pawn · b1 white bishop · e1 white king · h1 white rook | 6 |
| 5 | a8 black rook · b8 black knight · d8 black queen · f8 black rook · g8 black king · a7 black pawn · g7 black pawn · a6 black bishop · e6 black pawn · f6 black bishop · h6 black pawn · c5 black pawn · c4 white pawn · d4 black pawn · h4 white pawn · b3 white pawn · c3 white rook · f3 white knight · g3 white pawn · a2 white pawn · c2 white queen · d2 white bishop · f2 white pawn · b1 white bishop · e1 white king · h1 white rook | a8 black rook · b8 black knight · d8 black queen · f8 black rook · g8 black king · a7 black pawn · g7 black pawn · a6 black bishop · e6 black pawn · f6 black bishop · h6 black pawn · c5 black pawn · c4 white pawn · d4 black pawn · h4 white pawn · b3 white pawn · c3 white rook · f3 white knight · g3 white pawn · a2 white pawn · c2 white queen · d2 white bishop · f2 white pawn · b1 white bishop · e1 white king · h1 white rook | a8 black rook · b8 black knight · d8 black queen · f8 black rook · g8 black king · a7 black pawn · g7 black pawn · a6 black bishop · e6 black pawn · f6 black bishop · h6 black pawn · c5 black pawn · c4 white pawn · d4 black pawn · h4 white pawn · b3 white pawn · c3 white rook · f3 white knight · g3 white pawn · a2 white pawn · c2 white queen · d2 white bishop · f2 white pawn · b1 white bishop · e1 white king · h1 white rook | a8 black rook · b8 black knight · d8 black queen · f8 black rook · g8 black king · a7 black pawn · g7 black pawn · a6 black bishop · e6 black pawn · f6 black bishop · h6 black pawn · c5 black pawn · c4 white pawn · d4 black pawn · h4 white pawn · b3 white pawn · c3 white rook · f3 white knight · g3 white pawn · a2 white pawn · c2 white queen · d2 white bishop · f2 white pawn · b1 white bishop · e1 white king · h1 white rook | a8 black rook · b8 black knight · d8 black queen · f8 black rook · g8 black king · a7 black pawn · g7 black pawn · a6 black bishop · e6 black pawn · f6 black bishop · h6 black pawn · c5 black pawn · c4 white pawn · d4 black pawn · h4 white pawn · b3 white pawn · c3 white rook · f3 white knight · g3 white pawn · a2 white pawn · c2 white queen · d2 white bishop · f2 white pawn · b1 white bishop · e1 white king · h1 white rook | a8 black rook · b8 black knight · d8 black queen · f8 black rook · g8 black king · a7 black pawn · g7 black pawn · a6 black bishop · e6 black pawn · f6 black bishop · h6 black pawn · c5 black pawn · c4 white pawn · d4 black pawn · h4 white pawn · b3 white pawn · c3 white rook · f3 white knight · g3 white pawn · a2 white pawn · c2 white queen · d2 white bishop · f2 white pawn · b1 white bishop · e1 white king · h1 white rook | a8 black rook · b8 black knight · d8 black queen · f8 black rook · g8 black king · a7 black pawn · g7 black pawn · a6 black bishop · e6 black pawn · f6 black bishop · h6 black pawn · c5 black pawn · c4 white pawn · d4 black pawn · h4 white pawn · b3 white pawn · c3 white rook · f3 white knight · g3 white pawn · a2 white pawn · c2 white queen · d2 white bishop · f2 white pawn · b1 white bishop · e1 white king · h1 white rook | a8 black rook · b8 black knight · d8 black queen · f8 black rook · g8 black king · a7 black pawn · g7 black pawn · a6 black bishop · e6 black pawn · f6 black bishop · h6 black pawn · c5 black pawn · c4 white pawn · d4 black pawn · h4 white pawn · b3 white pawn · c3 white rook · f3 white knight · g3 white pawn · a2 white pawn · c2 white queen · d2 white bishop · f2 white pawn · b1 white bishop · e1 white king · h1 white rook | 5 |
| 4 | a8 black rook · b8 black knight · d8 black queen · f8 black rook · g8 black king · a7 black pawn · g7 black pawn · a6 black bishop · e6 black pawn · f6 black bishop · h6 black pawn · c5 black pawn · c4 white pawn · d4 black pawn · h4 white pawn · b3 white pawn · c3 white rook · f3 white knight · g3 white pawn · a2 white pawn · c2 white queen · d2 white bishop · f2 white pawn · b1 white bishop · e1 white king · h1 white rook | a8 black rook · b8 black knight · d8 black queen · f8 black rook · g8 black king · a7 black pawn · g7 black pawn · a6 black bishop · e6 black pawn · f6 black bishop · h6 black pawn · c5 black pawn · c4 white pawn · d4 black pawn · h4 white pawn · b3 white pawn · c3 white rook · f3 white knight · g3 white pawn · a2 white pawn · c2 white queen · d2 white bishop · f2 white pawn · b1 white bishop · e1 white king · h1 white rook | a8 black rook · b8 black knight · d8 black queen · f8 black rook · g8 black king · a7 black pawn · g7 black pawn · a6 black bishop · e6 black pawn · f6 black bishop · h6 black pawn · c5 black pawn · c4 white pawn · d4 black pawn · h4 white pawn · b3 white pawn · c3 white rook · f3 white knight · g3 white pawn · a2 white pawn · c2 white queen · d2 white bishop · f2 white pawn · b1 white bishop · e1 white king · h1 white rook | a8 black rook · b8 black knight · d8 black queen · f8 black rook · g8 black king · a7 black pawn · g7 black pawn · a6 black bishop · e6 black pawn · f6 black bishop · h6 black pawn · c5 black pawn · c4 white pawn · d4 black pawn · h4 white pawn · b3 white pawn · c3 white rook · f3 white knight · g3 white pawn · a2 white pawn · c2 white queen · d2 white bishop · f2 white pawn · b1 white bishop · e1 white king · h1 white rook | a8 black rook · b8 black knight · d8 black queen · f8 black rook · g8 black king · a7 black pawn · g7 black pawn · a6 black bishop · e6 black pawn · f6 black bishop · h6 black pawn · c5 black pawn · c4 white pawn · d4 black pawn · h4 white pawn · b3 white pawn · c3 white rook · f3 white knight · g3 white pawn · a2 white pawn · c2 white queen · d2 white bishop · f2 white pawn · b1 white bishop · e1 white king · h1 white rook | a8 black rook · b8 black knight · d8 black queen · f8 black rook · g8 black king · a7 black pawn · g7 black pawn · a6 black bishop · e6 black pawn · f6 black bishop · h6 black pawn · c5 black pawn · c4 white pawn · d4 black pawn · h4 white pawn · b3 white pawn · c3 white rook · f3 white knight · g3 white pawn · a2 white pawn · c2 white queen · d2 white bishop · f2 white pawn · b1 white bishop · e1 white king · h1 white rook | a8 black rook · b8 black knight · d8 black queen · f8 black rook · g8 black king · a7 black pawn · g7 black pawn · a6 black bishop · e6 black pawn · f6 black bishop · h6 black pawn · c5 black pawn · c4 white pawn · d4 black pawn · h4 white pawn · b3 white pawn · c3 white rook · f3 white knight · g3 white pawn · a2 white pawn · c2 white queen · d2 white bishop · f2 white pawn · b1 white bishop · e1 white king · h1 white rook | a8 black rook · b8 black knight · d8 black queen · f8 black rook · g8 black king · a7 black pawn · g7 black pawn · a6 black bishop · e6 black pawn · f6 black bishop · h6 black pawn · c5 black pawn · c4 white pawn · d4 black pawn · h4 white pawn · b3 white pawn · c3 white rook · f3 white knight · g3 white pawn · a2 white pawn · c2 white queen · d2 white bishop · f2 white pawn · b1 white bishop · e1 white king · h1 white rook | 4 |
| 3 | a8 black rook · b8 black knight · d8 black queen · f8 black rook · g8 black king · a7 black pawn · g7 black pawn · a6 black bishop · e6 black pawn · f6 black bishop · h6 black pawn · c5 black pawn · c4 white pawn · d4 black pawn · h4 white pawn · b3 white pawn · c3 white rook · f3 white knight · g3 white pawn · a2 white pawn · c2 white queen · d2 white bishop · f2 white pawn · b1 white bishop · e1 white king · h1 white rook | a8 black rook · b8 black knight · d8 black queen · f8 black rook · g8 black king · a7 black pawn · g7 black pawn · a6 black bishop · e6 black pawn · f6 black bishop · h6 black pawn · c5 black pawn · c4 white pawn · d4 black pawn · h4 white pawn · b3 white pawn · c3 white rook · f3 white knight · g3 white pawn · a2 white pawn · c2 white queen · d2 white bishop · f2 white pawn · b1 white bishop · e1 white king · h1 white rook | a8 black rook · b8 black knight · d8 black queen · f8 black rook · g8 black king · a7 black pawn · g7 black pawn · a6 black bishop · e6 black pawn · f6 black bishop · h6 black pawn · c5 black pawn · c4 white pawn · d4 black pawn · h4 white pawn · b3 white pawn · c3 white rook · f3 white knight · g3 white pawn · a2 white pawn · c2 white queen · d2 white bishop · f2 white pawn · b1 white bishop · e1 white king · h1 white rook | a8 black rook · b8 black knight · d8 black queen · f8 black rook · g8 black king · a7 black pawn · g7 black pawn · a6 black bishop · e6 black pawn · f6 black bishop · h6 black pawn · c5 black pawn · c4 white pawn · d4 black pawn · h4 white pawn · b3 white pawn · c3 white rook · f3 white knight · g3 white pawn · a2 white pawn · c2 white queen · d2 white bishop · f2 white pawn · b1 white bishop · e1 white king · h1 white rook | a8 black rook · b8 black knight · d8 black queen · f8 black rook · g8 black king · a7 black pawn · g7 black pawn · a6 black bishop · e6 black pawn · f6 black bishop · h6 black pawn · c5 black pawn · c4 white pawn · d4 black pawn · h4 white pawn · b3 white pawn · c3 white rook · f3 white knight · g3 white pawn · a2 white pawn · c2 white queen · d2 white bishop · f2 white pawn · b1 white bishop · e1 white king · h1 white rook | a8 black rook · b8 black knight · d8 black queen · f8 black rook · g8 black king · a7 black pawn · g7 black pawn · a6 black bishop · e6 black pawn · f6 black bishop · h6 black pawn · c5 black pawn · c4 white pawn · d4 black pawn · h4 white pawn · b3 white pawn · c3 white rook · f3 white knight · g3 white pawn · a2 white pawn · c2 white queen · d2 white bishop · f2 white pawn · b1 white bishop · e1 white king · h1 white rook | a8 black rook · b8 black knight · d8 black queen · f8 black rook · g8 black king · a7 black pawn · g7 black pawn · a6 black bishop · e6 black pawn · f6 black bishop · h6 black pawn · c5 black pawn · c4 white pawn · d4 black pawn · h4 white pawn · b3 white pawn · c3 white rook · f3 white knight · g3 white pawn · a2 white pawn · c2 white queen · d2 white bishop · f2 white pawn · b1 white bishop · e1 white king · h1 white rook | a8 black rook · b8 black knight · d8 black queen · f8 black rook · g8 black king · a7 black pawn · g7 black pawn · a6 black bishop · e6 black pawn · f6 black bishop · h6 black pawn · c5 black pawn · c4 white pawn · d4 black pawn · h4 white pawn · b3 white pawn · c3 white rook · f3 white knight · g3 white pawn · a2 white pawn · c2 white queen · d2 white bishop · f2 white pawn · b1 white bishop · e1 white king · h1 white rook | 3 |
| 2 | a8 black rook · b8 black knight · d8 black queen · f8 black rook · g8 black king · a7 black pawn · g7 black pawn · a6 black bishop · e6 black pawn · f6 black bishop · h6 black pawn · c5 black pawn · c4 white pawn · d4 black pawn · h4 white pawn · b3 white pawn · c3 white rook · f3 white knight · g3 white pawn · a2 white pawn · c2 white queen · d2 white bishop · f2 white pawn · b1 white bishop · e1 white king · h1 white rook | a8 black rook · b8 black knight · d8 black queen · f8 black rook · g8 black king · a7 black pawn · g7 black pawn · a6 black bishop · e6 black pawn · f6 black bishop · h6 black pawn · c5 black pawn · c4 white pawn · d4 black pawn · h4 white pawn · b3 white pawn · c3 white rook · f3 white knight · g3 white pawn · a2 white pawn · c2 white queen · d2 white bishop · f2 white pawn · b1 white bishop · e1 white king · h1 white rook | a8 black rook · b8 black knight · d8 black queen · f8 black rook · g8 black king · a7 black pawn · g7 black pawn · a6 black bishop · e6 black pawn · f6 black bishop · h6 black pawn · c5 black pawn · c4 white pawn · d4 black pawn · h4 white pawn · b3 white pawn · c3 white rook · f3 white knight · g3 white pawn · a2 white pawn · c2 white queen · d2 white bishop · f2 white pawn · b1 white bishop · e1 white king · h1 white rook | a8 black rook · b8 black knight · d8 black queen · f8 black rook · g8 black king · a7 black pawn · g7 black pawn · a6 black bishop · e6 black pawn · f6 black bishop · h6 black pawn · c5 black pawn · c4 white pawn · d4 black pawn · h4 white pawn · b3 white pawn · c3 white rook · f3 white knight · g3 white pawn · a2 white pawn · c2 white queen · d2 white bishop · f2 white pawn · b1 white bishop · e1 white king · h1 white rook | a8 black rook · b8 black knight · d8 black queen · f8 black rook · g8 black king · a7 black pawn · g7 black pawn · a6 black bishop · e6 black pawn · f6 black bishop · h6 black pawn · c5 black pawn · c4 white pawn · d4 black pawn · h4 white pawn · b3 white pawn · c3 white rook · f3 white knight · g3 white pawn · a2 white pawn · c2 white queen · d2 white bishop · f2 white pawn · b1 white bishop · e1 white king · h1 white rook | a8 black rook · b8 black knight · d8 black queen · f8 black rook · g8 black king · a7 black pawn · g7 black pawn · a6 black bishop · e6 black pawn · f6 black bishop · h6 black pawn · c5 black pawn · c4 white pawn · d4 black pawn · h4 white pawn · b3 white pawn · c3 white rook · f3 white knight · g3 white pawn · a2 white pawn · c2 white queen · d2 white bishop · f2 white pawn · b1 white bishop · e1 white king · h1 white rook | a8 black rook · b8 black knight · d8 black queen · f8 black rook · g8 black king · a7 black pawn · g7 black pawn · a6 black bishop · e6 black pawn · f6 black bishop · h6 black pawn · c5 black pawn · c4 white pawn · d4 black pawn · h4 white pawn · b3 white pawn · c3 white rook · f3 white knight · g3 white pawn · a2 white pawn · c2 white queen · d2 white bishop · f2 white pawn · b1 white bishop · e1 white king · h1 white rook | a8 black rook · b8 black knight · d8 black queen · f8 black rook · g8 black king · a7 black pawn · g7 black pawn · a6 black bishop · e6 black pawn · f6 black bishop · h6 black pawn · c5 black pawn · c4 white pawn · d4 black pawn · h4 white pawn · b3 white pawn · c3 white rook · f3 white knight · g3 white pawn · a2 white pawn · c2 white queen · d2 white bishop · f2 white pawn · b1 white bishop · e1 white king · h1 white rook | 2 |
| 1 | a8 black rook · b8 black knight · d8 black queen · f8 black rook · g8 black king · a7 black pawn · g7 black pawn · a6 black bishop · e6 black pawn · f6 black bishop · h6 black pawn · c5 black pawn · c4 white pawn · d4 black pawn · h4 white pawn · b3 white pawn · c3 white rook · f3 white knight · g3 white pawn · a2 white pawn · c2 white queen · d2 white bishop · f2 white pawn · b1 white bishop · e1 white king · h1 white rook | a8 black rook · b8 black knight · d8 black queen · f8 black rook · g8 black king · a7 black pawn · g7 black pawn · a6 black bishop · e6 black pawn · f6 black bishop · h6 black pawn · c5 black pawn · c4 white pawn · d4 black pawn · h4 white pawn · b3 white pawn · c3 white rook · f3 white knight · g3 white pawn · a2 white pawn · c2 white queen · d2 white bishop · f2 white pawn · b1 white bishop · e1 white king · h1 white rook | a8 black rook · b8 black knight · d8 black queen · f8 black rook · g8 black king · a7 black pawn · g7 black pawn · a6 black bishop · e6 black pawn · f6 black bishop · h6 black pawn · c5 black pawn · c4 white pawn · d4 black pawn · h4 white pawn · b3 white pawn · c3 white rook · f3 white knight · g3 white pawn · a2 white pawn · c2 white queen · d2 white bishop · f2 white pawn · b1 white bishop · e1 white king · h1 white rook | a8 black rook · b8 black knight · d8 black queen · f8 black rook · g8 black king · a7 black pawn · g7 black pawn · a6 black bishop · e6 black pawn · f6 black bishop · h6 black pawn · c5 black pawn · c4 white pawn · d4 black pawn · h4 white pawn · b3 white pawn · c3 white rook · f3 white knight · g3 white pawn · a2 white pawn · c2 white queen · d2 white bishop · f2 white pawn · b1 white bishop · e1 white king · h1 white rook | a8 black rook · b8 black knight · d8 black queen · f8 black rook · g8 black king · a7 black pawn · g7 black pawn · a6 black bishop · e6 black pawn · f6 black bishop · h6 black pawn · c5 black pawn · c4 white pawn · d4 black pawn · h4 white pawn · b3 white pawn · c3 white rook · f3 white knight · g3 white pawn · a2 white pawn · c2 white queen · d2 white bishop · f2 white pawn · b1 white bishop · e1 white king · h1 white rook | a8 black rook · b8 black knight · d8 black queen · f8 black rook · g8 black king · a7 black pawn · g7 black pawn · a6 black bishop · e6 black pawn · f6 black bishop · h6 black pawn · c5 black pawn · c4 white pawn · d4 black pawn · h4 white pawn · b3 white pawn · c3 white rook · f3 white knight · g3 white pawn · a2 white pawn · c2 white queen · d2 white bishop · f2 white pawn · b1 white bishop · e1 white king · h1 white rook | a8 black rook · b8 black knight · d8 black queen · f8 black rook · g8 black king · a7 black pawn · g7 black pawn · a6 black bishop · e6 black pawn · f6 black bishop · h6 black pawn · c5 black pawn · c4 white pawn · d4 black pawn · h4 white pawn · b3 white pawn · c3 white rook · f3 white knight · g3 white pawn · a2 white pawn · c2 white queen · d2 white bishop · f2 white pawn · b1 white bishop · e1 white king · h1 white rook | a8 black rook · b8 black knight · d8 black queen · f8 black rook · g8 black king · a7 black pawn · g7 black pawn · a6 black bishop · e6 black pawn · f6 black bishop · h6 black pawn · c5 black pawn · c4 white pawn · d4 black pawn · h4 white pawn · b3 white pawn · c3 white rook · f3 white knight · g3 white pawn · a2 white pawn · c2 white queen · d2 white bishop · f2 white pawn · b1 white bishop · e1 white king · h1 white rook | 1 |
|   | a | b | c | d | e | f | g | h |   |

Trên đường giành danh hiệu vô địch giải M-Tel Masters 2005, Topalov cầm quân trắng và đánh bại cựu vô địch thế giới Ruslan Ponomariov trong một ván phòng thủ Ấn Độ cánh hậu. (Rybka 1.2n phân tích)
1.d4 Mf6 2.c4 e6 3.Mf3 b6 4.g3 Ta6 5.b3 Tb4+ 6.Td2 Te7 7.Mc3 O-O 8.Xc1 c6 9.e4 d5 10.e5 Me4 11.Td3 Mxc3 12.Xxc3 c5 13.dxc5 bxc5 14.h4 h6 15.Tb1 f5? Nước yếu, làm vị trí tốt bị yếu đi. Lựa chọn tốt hơn của đen là 15.... Md7 16. Txh6!? f5 (16...gxh6? 17.Hc2 f5 18.exf6 Xxf6 19.Hh7+ Vf8 20.Mg5! và chiếu hết sau tám nước) 17. Tf4 Ha5, sẽ cho đen cơ hội quân bình thế trận. 16.exf6 Txf6 17.Hc2! d4 17.... Txc3? dẫn đến thất bại 18. Hh7+ Vf7 19. Txc3, với đợt tấn công dồn dập: chẳng hạn, 19...d4 20. Hg6+ Ve7 21. Mxd4!. Nhưng Topalov tìm ra nước để phá vỡ phòng tuyến của quân đen. (Xem hình) 18.Mg5!! hxg5 19.hxg5 dxc3 20.Tf4 Vf7 21.Hg6+ Ve7 22.gxf6+ Xxf6 23.Hxg7+ Xf7 24.Tg5+ Vd6 25.Hxf7 Hxg5 26.Xh7 He5+ 27.Vf1 Vc6 28.He8+ Vb6 29.Hd8+ Vc6 30.Te4+! 1-0 Đen đầu hàng vì nếu bắt tượng trắng với 30... Hxe4, thì sẽ bị chiếu hết bằng 31. Hc7+.